# Peltacanthina abyssinica
Peltacanthina abyssinica är en tvåvingeart som beskrevs av Steyskal 1964. Peltacanthina abyssinica ingår i släktet Peltacanthina och familjen bredmunsflugor.
Artens utbredningsområde är Etiopien. Inga underarter finns listade i Catalogue of Life.